# Хроника Холодной войны (1985 год)
Хронология Холодной войны
- 1943
- 1944
- 1945
- 1946
- 1947
- 1948
- 1949
- 1950
- 1951
- 1952
- 1953
- 1954
- 1955
- 1956
- 1957
- 1958
- 1959
- 1960
- 1961
- 1962
- 1963
- 1964
- 1965
- 1966
- 1967
- 1968
- 1969
- 1970
- 1971
- 1972
- 1973
- 1974
- 1975
- 1976
- 1977
- 1978
- 1979
- 1980
- 1981
- 1982
- 1983
- 1984
- 1985
- 1986
- 1987
- 1988
- 1989
- 1990
- 1991

- 6 февраля: Доктрина Рейгана обязывает Соединённые Штаты поддерживать антикоммунистические мятежи в странах третьего мира.
- 10 марта: Скончался Генеральный секретарь ЦК КПСС Константин Черненко. С его смертью в СССР заканчивается «Пятилетка похорон».
- 11 марта: Михаил Горбачёв становится лидером Советского Союза.
- 15 марта: В Бразилии заканчивается военное правление.
- 24 марта: Майор Артур Николсон, офицер военной разведки армии США, застрелен советским часовым в Восточной Германии. Он указан как последняя жертва США в холодной войне.
- 11 апреля: Смерть Энвера Ходжи. Рамиз Алия занимает пост первого секретаря Албанской партии труда, став фактическим лидером Албании.
- 22 апреля: Суд над хунтами созывается для судебного преследования участников Процесса национальной реорганизации (военной хунты, правившей Аргентиной с 1976 по 1983 год) за военные преступления и преступления против человечности, совершённые во время её существования.
- 20 мая: ФБР арестовывает Джона Энтони Уокера.
- 6 августа: В день 40-й годовщиной атомной бомбардировки Хиросимы и Нагасаки, Советский Союз вводит объявленный им пятимесячный односторонний мораторий на испытания ядерного оружия. Администрация Рейгана отвергает этот шаг как не более чем пропаганду и отказывается следовать этому примеру. Генеральный секретарь ЦК КПСС Михаил Горбачёв объявляет о нескольких продлениях моратория, но Соединённые Штаты не отвечают взаимностью, и мораторий заканчивается 5 февраля 1987 года.
- 21 ноября: Рональд Рейган и Михаил Горбачёв впервые встречаются на саммите в Женеве, Швейцария, где они соглашаются провести ещё два (позже три) саммита.